# Зубр
Зубр, или европейский зубр (лат. Bison bonasus) — вид парнокопытных млекопитающих рода бизонов подсемейства бычьих семейства полорогих.
Последний представитель диких быков в Европе. В раннем Средневековье зубры встречались в лесах Западной, Центральной и Юго-Восточной Европы. Их среда обитания — лиственные, хвойные и смешанные леса умеренной полосы. Является стадным животным, обычное стадо насчитывает от 12 до 20 животных и состоит из коров и молодняка, половозрелые быки присоединяются к стаду только во время брачного периода.
Ближайшим родственником зубра является американский бизон (Bison bison), с которым он способен скрещиваться без ограничений, давая плодовитое потомство — зубробизонов.
До недавнего времени популяция зубра в Европе состояла из двух подвидов: кавказского зубра (Bison bonasus caucasicus) и равнинного зубра (Bison bonasus bonasus). Кавказские зубры были истреблены охотниками и в настоящее время существуют исключительно в качестве гибридной линии с равнинными зубрами (равнинно-кавказская линия), родословная которых восходит к единственной особи — быку по кличке Кавказ, последнему чистокровному представителю подвида кавказских зубров. В настоящее время каждое чистокровное животное в мире заносится в племенную книгу, ведущуюся в Беловежском национальном парке.
В 20-х годах XX века зубр был под угрозой исчезновения. Последних диких кавказских зубров застрелили на Западном Кавказе в 1926 году, а последний представитель равнинной линии в дикой природе был убит в 1921 году в Беловежской пуще. Все сегодняшние зубры происходят всего от двенадцати особей, находившихся в начале XX века в зоопарках и заповедниках. Низкая генетическая изменчивость является одной из главных угроз для долгосрочного сохранения вида. Благодаря усилиям по его сохранению со стороны зоопарков и частных лиц, в 1952 году стало возможным вновь поселить первые свободные стада зубров в Беловежской пуще. В 2013 году в мире насчитывалось 5249 особей, из которых 1623 животных проживало в неволе, а 3626 — в полусвободном и свободном состоянии.
В начале 2020 года в мире насчитывается 8461 особей зубров, из них вольных — 6244, полувольных — 479 и вольерных — 1738. Наибольшее количество зубров в мире содержится в Польше (2269 особей), Беларуси (2101 особь), России (1588 особей) и Германии (564 особи). В этих четырёх государствах сосредоточено 6522 зубра, или 77 % от всего мирового поголовья.

## Происхождение названия
Русское слово «зубр» (др.-рус. зубрь) восходит к праслав. *zǫbrъ, которое, вероятно, было образовано от праслав. *zǫbъ «зуб». Оно, возможно, ранее означало «острый предмет». В таком случае этимологическое значение слова *zǫbrъ — «животное с острыми рогами».
М. Фасмер приводил соответствия в балтских языках: в литовском — stum̃bras, латышском — stumbrs, sumbrs, sũbrs, древнепрусском — wissambris, которое можно сравнить с древневерхненемецким wisunt, древнеисландским visundr (ср. также совр. англ. wisent, «зубр, «европейский бизон», заимствованное из немецкого языка (собственный англ. когнат не сохранился), а также англ. bison («бизон») — родственное ему слово, произошедшее (через латынь) от прагерманского *wisand- «зубр, дикий бык», восходя, возможно, к значению «зловонное животное», в связи с запахом называемого так существа во время гона. Начальное сочетание st- в литовских и латышских словах могло возникнуть под воздействием лит. stémbia «(он) упрямится» или лит. stùmti «толкать», лат. stumt. Одинаково невероятно, как указывает Фасмер, предположение о заимствовании праславянского *zǫbrъ из ятвяжского или обратное — о заимствовании лит. stum̃bras из праславянского.

## Систематика и генетика
Зубр относится к роду бизонов (Bison), который появился в конце третичного периода в плиоцене в Юго-Восточной Азии. В плейстоцене его представители заселили территорию современных Европы и Азии, перейдя по Берингову перешейку в Северную Америку. Самые старые обнаруженные ископаемые остатки зубра датируются началом плейстоцена и насчитывают от одного до двух миллионов лет. Помимо европейского зубра, в настоящее время, к роду бизонов относится ещё лишь один вид — американский бизон (Bison bison). Степные зубры (Bison priscus) вымерли в конце плейстоцена, когда были замещены в Европе современными зубрами, а в Северной Америке — американским бизоном.
В литературе до сих пор обсуждается вопрос, относятся ли европейский зубр и американский бизон к самостоятельным видам или принадлежат к одному виду, являясь его подвидами. Оба животных имеют диплоидный набор из 60 хромосом (2n = 60); анализ ДНК показал, что зубр и американский бизон генетически достаточно сильно различаются, однако, несмотря на это, способны скрещиваться и давать плодовитое потомство — зубробизонов. И если по отцовской Y-хромосоме зубр и бизон имеют большое сходство, то по материнской митохондриальной ДНК американский бизон более близок к яку (Bos grunniens), а европейский зубр — к первобытному туру (Bos primigenius). Возможным объяснением этого факта является гипотеза, что доисторические виды бизонов скрещивались с турами или их предками и, таким образом, современные зубры являются результатом этого скрещивания. Эти исследования показывают, что роды настоящих быков (Bos) и бизонов парафилетичны и должны быть объединены в один род.
В литературе описывается три подвида зубров, известных в историческое время. Лишь два из них являются общепризнанными и лишь один сохранился до нашего времени:
- Беловежский (равнинный) зубр[нем.] (Bison bonasus bonasus) — исторический ареал вида простирался от Пиренеев до Англии, южной Скандинавии и Западной Сибири. Беловежский зубр немного больше, чем другие представители вида и имеет более длинные ноги[23].
- Кавказский зубр (Bison bonasus caucasicus) — обитал в горных лесах[24] на Кавказе. Отличался от равнинного зубра несколько меньшими размерами, а также более тёмной и курчавой шерстью и характерным изгибом рогов[25][23]. Последние чистокровные представители подвида в живой природе были уничтожены в начале XX века. В настоящее время восстанавливается путём гибридизации беловежских зубров и последнего представителя кавказских зубров (равнинно-кавказская линия[нем.]).
- Карпатский (венгерский) зубр[англ.] (Bison bonasus hungarorum) — с его существованием согласны не все авторы. Описание этого подвида было основано на фрагменте черепа, который находился в коллекции Национального музея в Будапеште, но во время венгерского восстания в 1956 году был утерян[26]. Он водился в Трансильвании и Карпатах и был уничтожен во второй половине XVIII века[27].

Таким образом, до наших дней в чистокровном виде сохранилась лишь беловежская (равнинная) линия зубров, которая восстановилась от 7 из 12 особей европейского зубра, участвовавших в селекционной работе. В равнинно-кавказской линии наблюдается большее генетическое разнообразие, так как она восходит ко всем 12 особям-прародителей, в том числе, к единственному чистокровному представителю кавказских зубров — быку «Кавказу».
В последнее время высказываются предложения о выделении в отдельный подвид «горных зубров» (Bison bonasus montanus; Rautian, Kalabuschkin, Nemtsev, 2000) зубробизонов — живущих стадами в дикой природе на Кавказе гибридов европейского зубра и американского бизона (Bison bonasus bonasus × Bison bonasus caucasicus × Bison bison). В то же время, по мнению других исследователей, такое выделение является преждевременным, так как разные представители этих гибридных стад содержат разные порции генов различных видов, а объявленная адаптация этой линии к горным условиям обитания не доказана.

## Описание
Зубр является самым тяжёлым и крупным наземным млекопитающим Европы,, но в то же время, уже в конце XIX века отмечалась тенденция к уменьшению размеров европейского зубра. Ещё в первой половине XX века встречались взрослые самцы беловежского подвида, достигавшие массы 1200 килограммов. Взрослые быки кавказского подвида были несколько легче — их масса в среднем составляла 480 кг, не превышая 700 килограммов у самых крупных животных. Современные зубры уступают в размерах как своим предкам (и их сохранившимся чучелам), жившим век назад, так и одному из подвидов американских бизонов — лесному бизону (Bison bison athabascae). Масса современных взрослых самцов беловежского подвида колеблется от 400 до 920 кг. В справочниках, впрочем, до настоящего времени указывается масса до 1000 кг. Выраженная разница в массе самцов и самок становится заметна к трём годам и сохраняется на протяжении всей жизни. Тёлочки при рождении в среднем весят около 24 кг против 28 кг у бычков. В первые три месяца жизни они удваивают свою массу, а к концу первого года она, в среднем, составляет 175 кг у коров и 190 килограммов у быков. К четырём годам быки весят в среднем около 467 кг против 341 кг у коров, а к 6 годам — быки в среднем весят 634 кг (от 436 до 840 кг), а коровы — 424 (от 340 до 540 кг).
Длина туловища взрослых шестилетних быков может достигать 300 см, высота в холке — 188 сантиметров, окружность грудной клетки — 280 см. Самки имеют несколько меньшие размеры: длина туловища — 270 см, высота в холке — 167 см и охват грудной клетки — 246 см.
Передняя часть тела зубра гораздо массивнее, выше и шире задней части. Короткая шея и передняя часть спины сверху образуют высокий горб за счёт окружённых мышцами более длинных остистых отростков грудных позвонков между лопатками, который выше у самцов. Грудь спереди широкая, живот подобран. Вымя у самок даже в период кормления незаметно, еле видны четыре соска. Молочные железы спрятаны в двух рубцах, тянущихся до середины живота. Половые органы даже у стельных зубриц почти не видны. У самцов покрытая волосами мошонка выдвинута вперёд и расположена близко к нижней части живота. Она значительно меньше, чем у домашних быков. Крайняя плоть полового члена заканчивается хорошо заметным пучком волос (бычья кисть), так что определение пола животных в полевых условиях не составляет проблемы.
Голова животного расположена настолько низко, что основание хвоста всегда располагается выше темени. Лоб широкий, выпуклый, а морда, напротив, относительно небольшого размера. Расположенные в теменной области широко расставленные и выдающиеся вперёд рога, по отношению к величине зверя и массивности головы, не велики. Их изгибы направлены в стороны, а расстояние между их кончиками больше, чем между основаниями. Широкие в основании, они суживаются к концам, при этом у коров они тоньше, короче и более изогнуты. Они чёрного цвета, имеют гладкую, полированную поверхность, полую и круглую в разрезе форму на всём протяжении. На протяжении жизни они не меняются, однако у старых животных, как правило, рога затуплены или частично сбиты. Длина рогов по внешнему изгибу доходит до 65 см, развал — до 78 см. Уши короткие, широкие, покрыты шерстью и в значительной степени скрыты в густых волосах на голове.
Губы, язык и нёбо тёмные, аспидно-синеватого цвета. Язык покрыт большими сосочками, губы тонкие и с внутренней стороны, как и щёки, покрыты кожистыми, остроконечными наростами. У зубра 32 зуба, формула которых общая с большинством жвачных (Ruminantia): резцы — 0/3, клыки — 0/1, предкоренные — 3/3, коренные — 3/3. Резцы расширены и имеют долотоподобную форму.
Глаза небольшие относительно боковой поверхности головы, имеют выпуклые и подвижные глазные яблоки. Цвет глаз кажется чёрным, так как белок практически не виден. Зрачок имеет овальную в поперечнике форму, с сужением в центре. Края век чёрные, ресницы длинные и густые.
Шея у зубров мощная, толстая, без характерного для многих быков отвисшего подгрудка. Ноги сильные, толстые, причём передние намного короче задних. Копыта большие, выпуклые, есть также рудиментарные маленькие боковые копытца, которые не достигают земли
Хвост, достигающий в длину 80 см, покрыт длинными волосами почти по всей длине, а на конце имеет густой волосяной пучок, похожий на кисть. Хвостовых позвонков у зубра на один больше, чем у домашнего быка, но каждый из них короче, поэтому в целом и весь хвост короче, что особенно заметно при сравнительно больших размерах зверя. Последний хвостовой позвонок не доходит до скакательного сустава.
Без учёта рогов и копыт зубр полностью покрыт густой шерстью и только середина верхней губы и передний край ноздрей голые. Спереди туловища и на груди шерсть длинная и похожа на гриву, а на горле и подбородке — на бороду. Голова и лоб покрыты кудрявой шерстью. Сзади шерсть короткая, что особенно бросается в глаза по сравнению с длинной шерстью спереди, поэтому иногда складывается ошибочное впечатление, будто задняя часть зубра голая, но это не так — вся кожа зубра покрыта шерстью. Окраска беловежских зубров серовато-бурая с охристо-коричневым оттенком, у кавказских зубров окраска более тёмная, коричнево-бурая с шоколадным оттенком. Летняя окраска зубра тёмно-бурого цвета. Голова заметно темнее туловища. Борода чёрная, грива ржаво-бурая. Зимняя окраска темнее, кроме того, зимняя шерсть длиннее, гуще и более кудрявая, чем летняя. Молодые кавказские зубры имеют красноватый оттенок окраски, а беловежские серого цвета.
Различия между зубром и американским бизоном незначительны. У зубра более высокий горб, отличающийся по форме, более длинные рога и хвост. Голова зубра поставлена выше, чем у бизона. Тело зубра вписывается в квадрат, а у бизона — в вытянутый прямоугольник, то есть у бизона длиннее спина и короче ноги. В жаркое время года задняя часть бизона покрыта очень короткой шерстью, почти лысая, в то время как у зубра во все времена года шерсть развита по всему телу. Оба вида примерно одинаковы по величине, хотя американский бизон за счёт приземистости выглядит компактнее и сильнее.
У зубра хорошо развиты обоняние и слух, а зрение чуть хуже.

## Распространение
Изначальный ареал зубров распространялся от Пиренейского полуострова до Западной Сибири и включал также Англию и южную Скандинавию. В этом большом ареале зубры населяли не только леса, но и открытые местности. Лишь из-за интенсивной человеческой охоты зубр стал зверем, встречающимся только лишь в густых лесах. Ещё в средние века люди высоко ценили зубров и защищали их от браконьеров, но с годами популяция неуклонно сокращалась. Вскоре зубра можно уже было встретить только в Беловежской пуще и на Кавказе. Катастрофой для зубров стала Первая мировая война и годы разрухи. Последний живущий на свободе зубр был убит в Беловежской пуще лесничим Казимиром Шпаковским в 1921 году, а на Кавказе последних трёх зубров убили в 1926 году в окрестностях горы Алоус. В зоопарках и частных владениях всего мира сохранились лишь 66 животных. По инициативе польского зоолога Яна Штольцмана во Франкфурте-на-Майне в 1923 году было создано Международное общество охраны зубра. Сегодня выселенные по специальным программам из зоопарков на природу популяции зубров обитают в Польше, Испании, Беларуси, Литве, Латвии, Молдовы, Украине, Словакии, Германии.
Первый зубровый питомник в России был создан в 1948 году на территории Приокско-Террасного государственного природного биосферного заповедника Серпуховского района Московской области. К 2009 году в питомнике выращены и отправлены в различные районы России, Украины, Беларуси, Литвы и других стран 328 чистокровных зубров. В Спасском районе Рязанской области расположен Окский биосферный государственный заповедник с зубровым питомником (питомник действует с 1959 года). С 1989 года вольная популяция зубров обитает в Клязьминско-Лухском заказнике во Владимирской области (около 50 голов в 2017 году). В Вологодской области зубры появились в 1991 году (завезли 1 самца и 2 самки), а в настоящее время их численность насчитывает 112 особей. С 1992 года этот редкий вид краснокнижных животных есть и в новом заповеднике «Калужские засеки» на юго-востоке Калужской области на территории, пограничной с Орловской и Тульской областями. С 1996 года по настоящее время в национальный парк Орловское Полесье завезено 65 зубров. К 2001 году там создано три группы зубров общей численностью более 120 животных. В 2019 году — 401 зубр, это самая большая популяция вольноживущего зубра в России и вторая по численности в мире. В 2023 году в Орловском полесье было уже 628 зубров, а с учётом зубров, обитающих в национальном парке «Угра» и в заповеднике «Калужские засеки», количество зубров Среднерусской популяции составило более 1000 особей . В Шебалинском районе Республики Алтай находится Чергинский зубровый питомник. В 2015 году поголовье Зубров в Чергинском питомнике составляло 47 особей.
Также зубры обитают в национальном парке «Смоленское Поозерье», Полесском государственном радиационно-экологическом заповеднике и Республиканском ландшафтном заказнике «Озёры» (Республика Беларусь), на Кавказе в Кавказском, Тебердинском и Северо-Осетинском заповедниках, Цейском заказнике, в заповеднике «Брянский лес» также сформирована популяция из 40 особей.
Одно время разведением зубров занимался Хопёрский заповедник, с целью реакклиматизации этих животных на берегах реки Хопёр (где они обитали ранее), но в 1982 году, после 27 лет работы, эта практика была прекращена — во-первых, это не отвечало истинным задачам заповедника, а во-вторых, зубры превратились во вредителей, начавших портить лесные насаждения и посевы сельхозкультур. В итоге созданный на Хопре зубровый парк был закрыт, а стадо уничтожено.
В 2011 году в Плейстоценовый парк (Якутия) были завезены зубры из Приокско-Террасного заповедника
В 1987 г. беловежский зубр реакклиматизирован в ГПУ «Национальный парк «Припятский» в Беларуси. В настоящее время зубр представлен 3 субпопуляциями, в том числе 2 субпопуляции основного генофонда и 1 субпопуляция – резервного. Общая численность зубровых стад – около 94 особей.
В 2022-м году национальный парк "Фрушка-гора" (Сербия, Воеводина) запустил на территорию заповедника стадо европейских зубров (самца и трех самок), привезенных из Польши. Летом 2025-го года на территории национального парка родился первый теленок.

## Биология
- Продолжительность жизни — 23—25 лет
- Гон — с середины июля по сентябрь
  - в настоящее время чёткая сезонность гона нарушена
- Срок беременности — 9 месяцев (262—267 суток)
- Половое созревание — 1,5—2 года
- Первый отёл — в 4 года
- В благоприятных условиях размножаются ежегодно
- Жирность молока — до 12 %
- Кормят телёнка до 5 мес., иногда до года.
- Период репродукции:
  - коровы — с 3 до 18 лет
  - быка — с 5 до 15 лет
- Через 1,5 часа после рождения телёнок следует за матерью
- Телёнок ест траву с 19—22 дней.

## Поведение
Зубры живут небольшими стадами величиной от трёх до двадцати животных, состоящих в основном из самок и молодых телят. Лидером в стаде зубров является самка. Самцы предпочитают жить поодиночке (одинцы) и присоединяются к стаду только во время яра для спаривания. Проявления полового поведения ограничивают жара, заморозки и недостаток энергии, поэтому у зубров в неволе (где их хорошо кормят) при благоприятной температуре гон может начаться в любое время года. В природных популяциях гон проходит в августе-сентябре. В настоящее время чёткая сезонность гона нарушена как результат длительного невольного разведения. Между конкурирующими самцами дело может дойти до поединков, которые вполне могут оканчиваться тяжёлыми увечьями. В зимнее время отдельные стада нередко объединяются в ещё бо́льшие группы, в которых иногда находится и несколько самцов.
Беременность самки длится 9 месяцев. Между маем и июлем рождается по одному детёнышу, питающемуся молоком матери на протяжении года. В четырёхлетнем возрасте зубр считается половозрелым, хотя возможно как более раннее, так и более позднее созревание. Молодые самцы, покидая материнское стадо, нередко образовывают стада молодых холостяков, прежде чем обретут достаточно сил, чтобы жить поодиночке. Продолжительность жизни зубра может достигать 28 лет.

## Взаимодействие с человеком
Уже в эпоху последнего ледникового периода зубры были объектом охоты со стороны человека. Их изображения нередко встречаются среди пещерных рисунков. Несмотря на то, что зубр вымер в средиземноморском регионе ещё до начала первых исторических записей, древние греки и римляне знали это животное, обитавшее во Фракии и в Германии. Первое описание зубра сделал Плиний Старший, нарёкший оного «бизоном». Он уподобил зубра «быку с лошадиной гривой, носящего настолько короткие рога, что в бою они не имеют никакой пользы. Вместо того, чтобы сражаться, зубр убегает от каждой угрозы и оставляет за собой на протяжении полумили след из фекалий, которые при прикосновеньи обжигают преследователя как огонь». В более поздние эпохи римляне довольно часто встречали зубров, чтобы понять, что эти истории не соответствуют действительности. Они привозили зубров в Рим, чтобы те выступали в аренах против гладиаторов.
Средневековая литература иногда упоминала зубра, хотя не всегда понятно, имелся ли в виду зубр или же вымерший ныне Bos taurus primigenius, подвид диких быков. Разрушение лесов, растущая плотность человеческих селений и интенсивная охота в XVII и XVIII веке истребили зубра почти во всех странах Европы. В начале XIX века дикие зубры оставались, очевидно, лишь в двух регионах: на Кавказе и в Беловежской пуще. Количество зверей составляло около 500 и в течение века снижалось, несмотря на охрану российскими властями. В 1921 году зубры были окончательно уничтожены браконьерами — последнюю корову застрелил в феврале того года бывший лесничий Беловежской пущи Бартоломеус Шпакович (по иным данным — Казимир Шпаковский). На Кавказе зубры (подвид кавказский зубр) были истреблены летом 1927, когда пастухи на горе Алоус убили трёх зубров, вероятно, последних; остались лишь несколько помесных беловежско-кавказских зубров в зоопарках СССР и зарубежных стран. Созданное в 1923 году Международное общество по сохранению зубров провело в 1926 году международную перепись содержавшихся в неволе зубров. Она выявила, что во всём мире на 1 января 1927 года, в различных зоосадах и парках сохранились лишь 48 зубров, причём все они происходили от 12 животных-основателей (5 быков и 7 коров), содержавшихся в европейских зоопарках в начале XX века.
Началась кропотливая и трудоёмкая работа по восстановлению численности сначала в Беловежской пуще в Польше, в зоопарках Европы, позже на Кавказе и в Аскании-Нова. Была издана международная племенная книга, каждому животному был присвоен номер.
Вторая мировая война прервала эту работу, часть животных погибла. Однако по окончании войны работа по спасению зубра возобновилась. В 1946 году зубров стали разводить на территории Беловежской пущи, принадлежащей Советскому Союзу (на польской территории к этому времени сохранилось 17 зубров, которые были собраны в специальный питомник).
В 2000 году количество зубров составляло около 3500 особей. У сегодняшних зубров можно выделить две формы: первая — беловежский подвид, и вторая — заводская линия. Кавказско-беловежские зубры содержат гены единственного выжившего в неволе кавказского экземпляра. С 1961 года в СССР началось расселение зубров в леса, в пределах их прежнего ареала (работы под руководством М. А. Заблоцкого).
В результате долгосрочного природоохранного управления дикая популяция европейского зубра (лат. Bison bonasus) в промежутке 2003—2019 гг. выросла примерно с 1800 до более чем 6200 особей. С учётом роста численности этого вида за последние двадцать лет, в 2020 году Красная Книга МСОП осуществила понижение охранного статуса зубра: из категории уязвимых (англ. Vulnerable species, VU) зубр перешёл в категорию близкие к уязвимому положению (англ. Near Threatened, NT). Т.е. в 2020 году Красная Книга МСОП исключила зубра из числа видов под угрозой вымирания — теперь зубр входит в число видов, риск для которых мал. Иными словами, в МСОП полагают, что угроза вымирания зубра заметно снизилась.
На территории России Красная книга РФ (1998) ставила зубра в категорию статуса редкости 1 — Находящиеся под угрозой исчезновения.
В результате целенаправленной деятельности многих специалистов на 31 декабря 1997 года в мире в условиях неволи (зоопарках, питомниках и прочих резерватах) находилось 1096 зубров, в вольных популяциях — 1829 особей. Но если в середине 1980-х годов в СССР было порядка 1100 зубров, в том числе около 300 в России, то к концу 1990-х годов вольные популяции чистокровных зубров на Кавказе несколько сократились (они живут в Кавказском заповеднике, Цейском заказнике в Северной Осетии и Архызском участке Тебердинского заповедника).
В этой ситуации в 1997 году при участии Государственного комитета Российской Федерации по охране окружающей среды была создана и утверждена губернаторами трёх областей (Орловской, Калужской, Брянской) межрегиональная Программа сохранения российского зубра, а в 1998 году — при Госкомэкологии России была создана Рабочая группа по зубрам и бизонам, которой поручено разработать «Стратегию сохранения зубра в России»
С сентября 1996 года РПО WWF начал реализацию проекта по созданию первой крупной вольно-живущей популяции зубров в Орловско-Брянском регионе. Очень важное участие в этой программе приняла администрация Орловской области, создавшая национальный парк — Орловское полесье, подготовившая вольеры для передержки животных и обеспечивающая уход за ними, охрану и наблюдение, а также оплатившая значительную часть расходов по транспортировке зубров. Первые зубры были завезены из зубровых питомников Окского и Приокско-Террасного заповедников. Причём наиболее генетически ценные животные из привезённых групп оставляются в этих питомниках для дальнейшего разведения. К настоящему времени в общей сложности 55 зубров передано в регион и идёт естественный рост популяции и расселение зубров по пригодным территориям. С 1998 года различные направления работы по зубрам (создание Орловско-Брянской популяции в России, трансграничной популяции в Карпатах, поддержка ведения племенной книги, поддержка написания Плана действий) поддерживаются и в рамках Европейской Инициативы по крупным травоядным Всемирного фонда дикой природы, финансируемой правительством Голландии.

## Образ зубра в культуре
- Поэма Николая Гусовского «Песня про зубра» (1522) — памятник белорусской литературы;
- Роман Вячеслава Пальмана «По следам дикого зубра»;
- Роман Даниила Гранина «Зубр» (1987), о судьбе русского советского биолога и генетика Н. В. Тимофеева-Ресовского;
- Зубр Волат стал талисманом чемпионата мира по хоккею 2014 в Минске;
- Зубр Мешко стал талисманом чемпионата Европы по баскетболу 2009 в Польше;[81]
- Зубр Grzywek стал талисманом чемпионата мира по футболу среди молодёжных команд 2019 в Польше;[82]
- Зубр был изображён на эмблеме минского хоккейного клуба «Динамо», использовавшейся с 2010 по 2016 год;
- Зубр изображен на эмблеме молдавского футбольного клуба «Зимбру», Кишинёв.
- Изображение зубра также есть на эмблеме Гродненского зоопарка;
- Зубр изображён на эмблеме Беловежского национального парка, Польша;
- Зубр изображен на логотипе польского пива Żubr и водки Зубровка;
- Красочный зубр используется в качестве логотипа Подляского воеводства, Польша;[83]
- С 1997 года логотипом польского банка Pekao является стилизованная фигура зубра.

- Зубр Волат - талисман чемпионата мира по хоккею 2014 в Минске
- Эмблема хоккейного клуба «Динамо» Минск с 2010 по 2016 год
- Логотип Гродненского зоопарка
- Логотип Подляского воеводства, Польша
- Эмблема Беловежского национального парка, Польша
- Логотип банка Pekao, Польша

### Зубр в геральдике
Голова зубра изображена на гербе республики Молдова, который расположен в центре государственного флага.
Изображён на гербе и флаге Мостовского района.
Зубр в геральдике — символ трудолюбия и жизненной силы. Изображён:
- На гербе и флаге Брестской области;
- На гербе и флаге Гродненской области;
- На гербе и флаге Серпуховского района Московской области с 23 декабря 1998 года;
- На гербе и флаге города Свислочь Гродненской области;
- На гербе деревни Перлоя[бел.], Литва;
- На гербе города Живец и Живецкого повета, Польша;
- На гербе Хайнувского повета и гмины Хайнувка, Польша;
- На гербе города Дрохичина, Польша;
- На гербе города Замбрув и гмины Замбрув, Польша;
- На гербе города Сокулка и гмины Сокулка, Польша;
- На гербе гмины Наревка, Польша;
- На гербе гмины Бяловежа, Польша;
- На гербах Венява и Помян;
- На гербе национального парка «Беловежская пуща», Беларусь.

- Герб Брестской области
- Герб Гродненской области
- Герб города Свислочь Гродненской области
- Герб Серпуховского района Московской области
- Герб деревни Перлоя, Литва[лит.]
- Герб города Живец, Польша
- Герб национального парка «Беловежская пуща»

### Зубр на деньгах
Изображение зубра есть на обороте купюры номиналом 100 белорусских рублей 1992 года и 100 литовских талонов 1991 года.
|                                                 |  |
| Зубр на белорусских рублях и литовских талонах. |  |

Банками России, Украины, Польши, Малави и Беларуси были выпущены монеты с изображениями зубра.
- Реверс памятной монеты России 50 рублей (биметалл), 1994
- Реверс памятной монеты России 1 рубль (серебро), 1997
- Реверс памятной монеты Украины 10 гривен (серебро), 2003
- Реверс памятной монеты Беларуси (серебро), 2001
- Реверс памятной монеты Беларуси (золото), 2006
- Реверс памятной монеты Беларуси (серебро с фианитами), 2012
- Реверс памятной монеты Беларуси (серебро с фианитами), 2012
- Реверс памятной монеты Беларуси (золото с бриллиантами), 2012

### Зубр в филателии
Первая почтовая марка с изображением зубра была выпущена в Польше в 1954 году.
Марки с зубрами выпускались почтовыми администрациями Старого и Нового Света.
Кроме почтовых марок существуют художественные маркированные конверты, а также специальные почтовые штемпеля с изображением зубра.
- Почтовые марки
- Почтовая марка СССР, 1957
- Почтовая марка СССР, 1969
- Почтовая марка Румынии, 1987
- Почтовая марка Румынии, 2019
- Почтовая марка Беларуси, 1996
- Почтовая марка Беларуси, 2011
- Почтовая марка Молдовы, 2018

- Почтовые штемпели
- Спецштемпель, Беларуси, 2002 год, к 75-летию Гродненского зоопарка